# Julien Lesieu
Julien Lesieu, né le 15 décembre 1983 à Grande-Synthe (Nord), est un joueur français de basket-ball. Il évolue aux postes d'ailier fort et de pivot.